# Jacques Fillacier
Jacques Fillacier, né le 3 février 1913 à Paris où il est mort le 3 novembre 1986, est un peintre français.

## Biographie
Jacques Fillacier est le fils d'Édouard Ernest Fillacier, employé de commerce, et de Sophie Joséphine Bourdet, couturière.
Après des études secondaires passées au lycée Rollin, il entre aux Beaux-Arts de Paris en 1932. Élève de Lucien Simon, il obtient
le prix Paul Meurand en 1936, le prix des critiques d’art en 1938, une médaille d'argent et le prix Marie-Bashkirtseff en 1939.
En décembre 1939, il épouse la dessinatrice Maryvonne Guy.
Mobilisé lors de la seconde Guerre Mondiale, il s’engagera dans les forces françaises en 1944 à Saint-Brieuc.
Il meurt à l'hôpital Broussais, à l'âge de 73 ans.

## Œuvres
- Le port de Locquémeau[5].